# Балтийский флот ВМФ Российской Федерации
Два́жды Краснознамённый Балти́йский флот (БФ, ДКБФ) — оперативно-стратегическое объединение Военно-морского флота ВС Российской Федерации, на Балтийском море.
Балтийский флот, как составная часть ВМФ и Вооружённых Сил Российской Федерации в целом, является средством обеспечения военной безопасности России в регионе Балтийского моря. Балтийский флот представляет собой сбалансированную разновидовую группировку сил и войск, имеющую в своём составе надводные и подводные силы, авиацию и войска противовоздушной обороны, береговые войска, а также части материально-технического обеспечения. Все части Балтийского флота являются частями постоянной боевой готовности, способными выполнять задачи по предназначению в кратчайшие сроки.
В честь Балтийского флота назван поезд «Балтиец» Петербургского метрополитена.
Штаб Балтийского флота располагается в Калининграде.

## История

### Русское царство и Российская империя
Датой основания Балтийского флота в Русском царстве принято считать 18 мая 1703 года. Именно в этот день под командованием Петра I флотилия Армейского флота из 30 шлюпок с солдатами Преображенского и Семёновского полков одержала первую боевую победу, захватив в устье реки Невы два шведских военных корабля. Все участники боя получили специальные медали с надписью «Небываемое бывает».
В 1703 году был построен первый морской корабль для Балтийского флота — фрегат «Штандарт». В этом же году заложили базу русского флота на Балтике — Кронштадт, а в Воронеже открыли Адмиралтейскую школу. С 1704 года началось строительство Адмиралтейской верфи в Петербурге, ставшей центром кораблестроения в России.
Балтийцы не раз доблестно отстаивали интересы страны на морских военных театрах. Так, во время Северной войны (1700—1721 гг.) при содействии Балтийского флота дважды отбиты нападения шведского флота на Котлин, были взяты Выборг, Ревель, Рига, Моонзундские острова, Гельсингфорс, Або; на море были одержаны победы при Гангуте (1714 г.), Эзеле (1719 г.), Гренгаме (1720 г.). В 1724 году Балтийский флот имел в своём составе 141 парусный боевой корабль и несколько сот гребных судов.
Огромную роль в развитии Балтийского флота и русского кораблестроения сыграло принятое в августе 1732 года решение Воинской морской комиссии о восстановлении закрытого в 1722 году Архангельского порта и военного кораблестроения на Соломбале. Соломбальская верфь стала второй основной строительной базой Балтийского флота и начала работу в 1734 году. Задуманная для строительства кораблей низших рангов — 54-пушечных кораблей, она уже в 1737 году начала строительство 66-пушечных кораблей, а с 1783 года в Архангельске начали строить и 74-пушечные суда. За период царствования Анны Иоанновны в Архангельске было построено 52,6 % всех кораблей Балтийского флота, при Елизавете Петровне — 64,1 %. За период 1731—1799 годов в Петербурге (с Кронштадтом) было построено 55 кораблей, а в Архангельске — 100.
В ходе Семилетней войны моряки-балтийцы поддерживали действия армии на приморских направлениях, производя перевозки войск и грузов для армии, а также совместно с сухопутными войсками участвуя в осаде Мемеля и в осаде Кольберга. Но даже ограниченное участие флота в этой войне выявило состояние его сильного упадка, прежде всего — низкое техническое состояние большинства кораблей и слабая подготовка старшего командного состава.
Вступив на престол, Екатерина II поставила задачу восстановления мощного флота в число приоритетных, и её целенаправленная политика в этом направлении дала результат — уже в первой Архипелагской экспедиции флот обрёл славу, полностью уничтожив турецкий флот в Чесменском сражении, заблокировав пролив Дарданеллы и завоевав господство на Эгейском море.
Напряжённая международная обстановка в Европе во 2-й половине XVIII века потребовала значительного увеличения вооружения: в 1775—1800 годах было построено 50 линейных кораблей, 31 фрегат, 168 бомбардирских и вспомогательных, 362 гребных судна.
Балтийский флот активно действовал во время русско-шведских войн XVIII века. В ходе разразившейся в 1788—1790 годах русско-шведской войны моряки российского Балтийского флота доблестно отстояли побережье Балтики, сорвали попытки шведов захватить Кронштадт и не допустили захвата Петербурга. Парусный флот одержал победы в сражениях при Гогланде, Эланде, Роченсальме, Ревеле, Красной Горке и Выборге. Однако в последние недели войны гребной флот потерпел подряд два тяжёлых поражения от шведов во Втором Роченсальмском сражении и Фридрихсгамском сражении, в которых из-за ошибок командования потерял несколько десятков кораблей.
В ходе русско-шведской войны 1808—1809 годов русские корабли успешно поддерживали действия сухопутной армии, осуществляя бомбардировки шведских укреплений и десантные операции. Однако захваченный в марте 1808 года эскадрой контр-адмирала Н. А. Бодиско остров Готланд русским морякам удержать не удалось.
В 1806—1812 годах Балтийский флот участвовал в боевых действиях англо-русской войны против британского флота на Балтике, которые, впрочем, носили ограниченный характер. В Отечественной войне 1812 года действия флота сводились к поддержке сухопутных войск в Прибалтике на подступах к Риге. А в 1813—1814 годах флот активно действовал на Балтийском и Северном морях, блокируя побережье Франции совместно со своим недавним противником — англичанами.

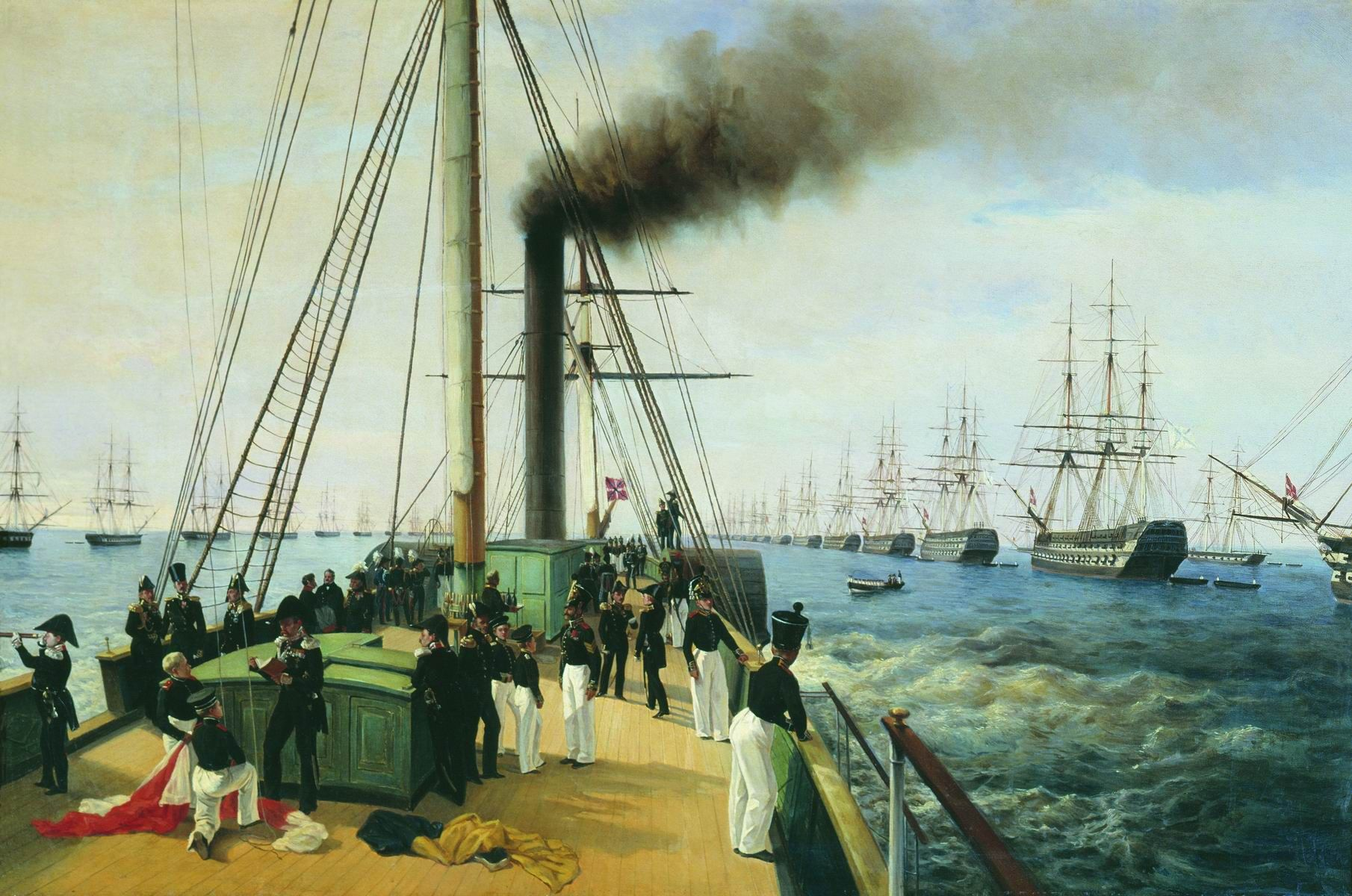
Алексей Боголюбов. Смотр Балтийского флота императором Николаем I в 1848 году

К концу 1852 года в составе Балтийского флота числилось: 26 кораблей (100-пушечных — три, 84 и 74-пушечных — 23), 9 парусных и 9 паровых фрегатов, 2 корвета, 9 бригов, 10 военный транспорт, шхун, люгеров и тендеров по 3; кроме того несколько яхт, судов морского корпуса, малых пароходов и других, всего около 100, и до 50 различных судов гребного флота. Однако не все корабли были в исправном состоянии. Когда в 1841 году император Николай I поинтересовался, сколько из 35 линейных кораблей Балтийского флота можно считать боеготовыми, то выяснилось, что кораблей, которые могут «хотя бы выдержать огонь своих орудий и не развалиться в сильный ветер» было только 14.
Новые испытания выпали на долю моряков-балтийцев в годы Крымской войны 1853—1856 годов, когда им пришлось отражать нападение англо-французского флота, бомбардировавшего русские укрепления Гангута, крепости Кронштадт, Свеаборг и Ревель, и стремившегося прорваться к столице Российской империи — Санкт-Петербургу.
Во второй половине XIX века Россия приступила к строительству парового военного флота, в первую очередь на Балтике. Уже в начале 1860-х годов в Великобритании заказана была первая российская броненосная плавучая батарея «Первенец», по образцу которой в середине 1860-х годов в России были построены броненосные батареи «Не тронь меня» и «Кремль».
В начале 1863 года возникла опасность войны между Россией и англо-французской коалицией, поддержавшей Польское восстание. Отсутствие на Балтийском море современного флота заставило русское правительство принять срочные меры для защиты Финского залива и морских подступов к столице.
Специалистами Морского министерства изучен был опыт постройки в США мониторов системы шведского инженера Эриксона с вращающейся башней. В связи с этим в марте 1863 года разработана была так называемая «Мониторная кораблестроительная программа», предусматривавшая строительство 11 мониторов для защиты побережья Финского залива и действий в шхерах: 10 однобашенных («Ураган», «Тифон», «Стрелец», «Единорог», «Громоносец», «Латник», «Колдун», «Перун», «Вещун», «Лава») и одного двухбашенного монитора «Смерч», построенного по английскому проекту. В следующем 1864 году началась постройка более крупных броненосных башенных лодок «Русалка» и «Чародейка», а затем — трёхбашенных броненосцев береговой обороны «Адмирал Лазарев», «Адмирал Спиридов» и двухбашенных «Адмирал Чичагов», «Адмирал Грейг».
Выдающейся военно-морской операцией Балтийского флота стала Американская экспедиция 1863—1864 годов, в ходе которой эскадра под командованием адмиралов С. С. Лесовского и А. А. Попова в составе парусно-винтовых фрегатов «Александр Невский», «Пересвет», «Ослябя», винтовых корветов «Витязь», «Варяг» и клипера «Алмаз» посетила Нью-Йорк, оказав поддержку правительству Авраама Линкольна в ходе Гражданской войны 1861—1865 годов.
В 1881 году принята была государственная кораблестроительная программа, предусматривавшая постройку целых серий новейших броненосцев, крейсеров, миноносцев и канонерских лодок. При императорах Александре III (1881—1894) и Николае II (1894—1917) российское военно-морское руководство находилось под влиянием доктрины «морской мощи» американского адмирала-теоретика Альфреда Тайера Мэхена, придерживавшегося концепции, согласно которой определяющая роль океанского флота в грядущих войнах якобы окупала все затраты на его постройку.
К концу XIX века Балтийский флот имел в своём составе свыше 250 современных кораблей всех классов, в том числе паровые эскадренные броненосцы «Пётр Великий», «Император Александр II», «Император Николай I», «Гангут», «Наварин», «Сисой Великий», «Полтава», «Севастополь», «Петропавловск», броненосцы береговой обороны «Адмирал Ушаков», «Адмирал Сенявин», «Генерал-адмирал Апраксин», броненосные крейсера «Генерал-Адмирал», «Герцог Эдинбургский», «Минин», «Дмитрий Донской», «Владимир Мономах», «Адмирал Нахимов», «Память Азова» и бронепалубный крейсер «Адмирал Корнилов».
Нельзя недооценивать роль Балтийского флота в экспедициях и научных открытиях. Балтийский флот стал родоначальником всех дальних и кругосветных плаваний русских — на карте мира сделаны 432 географических открытия, которые носят имена 98 адмиралов и офицеров Балтийского флота. Самые известные и значимые из них — описание северных берегов России, первое русское кругосветное плавание и обеспечение жизнедеятельности Русской Америки, открытие последнего из континентов планеты Антарктиды. Балтийцами себя считали великие флотоводцы, герои морских сражений адмиралы Фёдор Ушаков и Михаил Лазарев, Павел Нахимов и Владимир Корнилов, Степан Макаров и Николай Эссен, первооткрыватели новых земель Витус Беринг, Фаддей Беллинсгаузен, Геннадий Невельской, композитор Николай Римский-Корсаков, писатели Леонид Соболев, Алексей Новиков-Прибой и Сергей Колбасьев, изобретатель в области радиосвязи Александр Попов, физик Борис Якоби, собиратель русского слова Владимир Даль, кораблестроитель академик Алексей Крылов.
Во время русско-японской войны 1904—1905 гг. 2-я Тихоокеанская, а затем и 3-я Тихоокеанская эскадры Балтийского флота совершили беспримерный в истории войн переход броненосных кораблей из Балтийского моря в Японское в очень сложных условиях, но были разгромлены в Цусимском сражении в 1905 г.
После Русско-японской войны разрабатывалась и активно обсуждалась новая программа военного кораблестроения — «Программа развития и реформ вооружённых сил России», известная как «Малая судостроительная программа», которая была утверждена императором Николаем II 6 июня 1907 года, но впоследствии размер ассигнований был сокращён, а сама программа получила название «Распределение ассигнований на судостроение» (до 1911 года планировалось достроить уже начатые суда и заложить для БФ четыре броненосца и три подводные лодки, а также новую морскую базу) и была частично утверждена Государственной Думой весной 1908 года. По личному повелению императора Николая II были заложены новые линейные корабли, ассигнование на которые были ранее отклонены ГД. Уже в 1906 году были спроектированы, а к 1912 году построены новые паровые броненосцы «Андрей Первозванный» и «Император Павел I». В 1906 году в Великобритании был заложен, а в 1909 году введён в строй флагман Балтийского флота — мощный броненосный крейсер «Рюрик».
Выдающимся подвигом моряков-балтийцев стало спасение командами броненосцев «Цесаревич» и «Слава», а также бронепалубных крейсеров «Адмирал Макаров» и «Богатырь» тысяч жителей итальянского острова Мессина, пострадавших от катастрофического землетрясения в декабре 1908 года.
Начиная с 1909 года шла активная подготовка и обсуждение новой судостроительной программы — «Десятилетней программы судостроения (1910—1920 гг.)» — так называемой «Большой судостроительной программы», которая в конечном своём варианте предусматривала строительство для БФ: восьми линейных кораблей, четырёх линейных крейсеров, восемнадцати эскадренных миноносцев и двенадцати подводных лодок; судов для ЧФ и Флотилии Тихого океана, а также перевооружение и модернизацию нескольких линейных кораблей — «Три Святителя», «XII апостолов», «Георгий Победоносец». Программа была утверждена 25 марта 1910 года императором Николаем II, однако до 1911 года Государственной Думой не рассматривалась.
В 1909-1914 годах по проекту военно-морских инженеров И. Г. Бубнова и А. Н. Крылова на российских верфях были построены новейшие паротурбинные дредноуты типа «Севастополь»: «Севастополь», «Петропавловск», «Полтава» и «Гангут».
В 1911 году Морским министерством и Морским ген. штабом начался пересмотр программы 1910 года. В конечном счёте их работа привела к тому, что 25 апреля 1911 года Николай II утвердил «Программу спешного усиления Балтийского флота» и «Законопроект о военно-морском флоте» (предусматривающий иметь к 1930 года две действующие и одну резервную эскадры в составе БФ; одну действующую и одну резервную в составе ЧФ; а состав Флотилии Тихого океана рассматривался отдельно), после некоторых задержек, небольших корректировок, утверждения Совета министров, Государственного совета, 6 июня 1912 года Государственной Думой данная программа и закон о флоте были утверждены. Она предусматривала строительство с 1913 по 1916 (7) год для Балтийского флота четырёх линейных крейсеров типа «Измаил», двух минных крейсеров («Муравьёв-Амурский» и «Адмирал Невельской» — заказанных в Германии), четырёх лёгких крейсеров типа «Светлана» («Адмирал Грейг», «Светлана», «Адмирал Бутаков», «Адмирал Спиридонов»), тридцатиодного эскадренного миноносца типа «Новик» (различных серий) и двенадцати подводных лодок; а также двух лёгких крейсеров типа «Светлана» («Адмирал Нахимов», «Адмирал Лазарев» для ЧФ).
В соответствии с этим оборона Балтийского побережья России стала равна по силам возрождающемуся русскому Балтийскому флоту, который также нашёл себе оплот и в укреплённых базах на его берегах. Таковыми были хозяйственные базы в Кронштадте и отчасти в Выборге и оперативные базы: в Ревеле — Порккала-удде, создавшие непроходимый барьер через Финский залив — для Германского эскадренного, линейного флота, на Аландских островах и в Моонзунде, вместе с Рижским заливом и крепостью Усть-Двинск, — базами Русского минного и подводного флота.
К началу Первой мировой войны 1914-18 годов Балтийский флот насчитывал в боевом составе 124 корабля различных классов (больше всех прочих флотов и флотилий, вместе взятых). В нём имелось 5 линейных кораблей, 3 броненосных крейсера, 7 крейсеров, 49 эскадренных миноносцев, 23 миноносца, 12 подводных лодок, 6 канонерских лодок, 6 минных заградителей, 5 тральщиков, 8 посыльных судов, а также большое количество вспомогательных судов.
В годы Первой мировой войны корабли Балтийского флота проводили минно-заградительные операции (поставлено 34 846 мин), а также действовали на коммуникациях немецкого флота, содействовали сухопутным войскам и обеспечивали оборону Финского залива.
В своих воспоминаниях контр-адмирал А. Д. Бубнов писал:

В общем Балтийский флот до самой революции полностью, и даже с лихвой, выполнил все поставленные ему задачи, а немецкий флот не рисковал предпринимать на Балтийском море никаких более или менее значительных операций вследствие искусно и прочно организованной нами обороны этого морского театра военный действий— Бубнов А. Д. В царской ставке: Воспоминания адмирала Бубнова. — Нью-Йорк: изд-во им. Чехова, 1955. — 405 стр. — С. 219-221.

### 1917—1941 годы
В годы Гражданской войны (1917—1921/1923 гг.) и иностранной военной интервенции (1917—1921 гг.) моряки Балтийского флота защищали подступы к столице — Петрограду, до 20 тысяч моряков сражались на всех сухопутных фронтах. Именно они составляли основную силу советского военно-морского флота на различных морских и речных театрах. В 1919 году, обороняя Петроград, Балтийский флот затопил 18 и повредил 16 кораблей английских интервентов. Потери составили 8 кораблей потопленными и несколько кораблей поврежденными.
С 1918 года Балтийский флот носил наименование Морских сил Балтийского моря. К 1921 году Балтийский флот представлял внушительную силу, так как в основном сохранил корабельный состав: 7 линейных кораблей (из них 4 новейших типа «Гангут»), 8 крейсеров, 9 эсминцев типа «Новик», 20 старых эсминцев, 9 новых подводных лодок (типа «Барс»), 2 канонерские лодки, а также несколько минных заградителей, тральщиков и значительное число вспомогательных судов, а всего 121 боевой корабль и 121 вспомогательное судно общим водоизмещением в 350 тысяч тонн. После Кронштадтского мятежа значительная часть корабельного состава была списана и к 1924 году на Балтике в боевом строю осталось лишь 2 линкора, 1 крейсер, 8 эсминцев, 9 подлодок, 2 канонерские лодки, 12 тральщиков и 3 вспомогательных судна.
После Гражданской войны Балтийский флот был по существу небоеспособен. В 1920-х годах ввиду общей неблагоприятной экономической ситуации в стране пополнение флота производилось только за счёт достройки ранее заложенных крупных кораблей и постройки небольшого количества малых судов. С развитием индустриализации в начале 1930-х годов флот начинает усиленно перевооружаться — на службу поступают десятки новейших кораблей, самолёты морской авиации, дальнобойные орудия береговой обороны. 23 февраля 1928 года флот был награждён орденом Красного Знамени. С 1935 года Морские силы Балтийского моря снова стали называться Балтийским флотом. Однако численность корабельного состава в 1924—1938 годах почти не изменилась: к 28 сентября 1938 года в состав надводных сил КБФ входили 2 линкора, 1 крейсер, 1 лидер, 7 эсминцев, 7 сторожевых кораблей, 1 канонерская лодка, 2 минных заградителя, 9 тральщиков, 16 сторожевых катеров, 42 торпедных катера.
В 1937 году начались масштабные политические репрессии («чистки») в отношении командного и начальствующего состава РККА и РКВМФ. Только в период 1937—1938 гг на КБФ было арестовано и впоследствии расстреляно 188 человек из числа лиц командно-начальствующего состава, в том числе и командующим Балтийским флотом флагман 1-го ранга А. И. Сивков, в целом арестовано 444 лица командно-начальствующего состава в период с 1 января 1937 по 31 декабря 1939 гг.
Проведённые в 1937 и в 1938 годах оперативные игры показали крайне низкую подготовку комсостава флота к предстоящим боевым действиям. В сочетании с развёрнутыми тогда же репрессиями это привело к большому количеству неудачных и вообще неправильных решений и, как следствие, к большим потерям флота в начале Великой Отечественной войны.

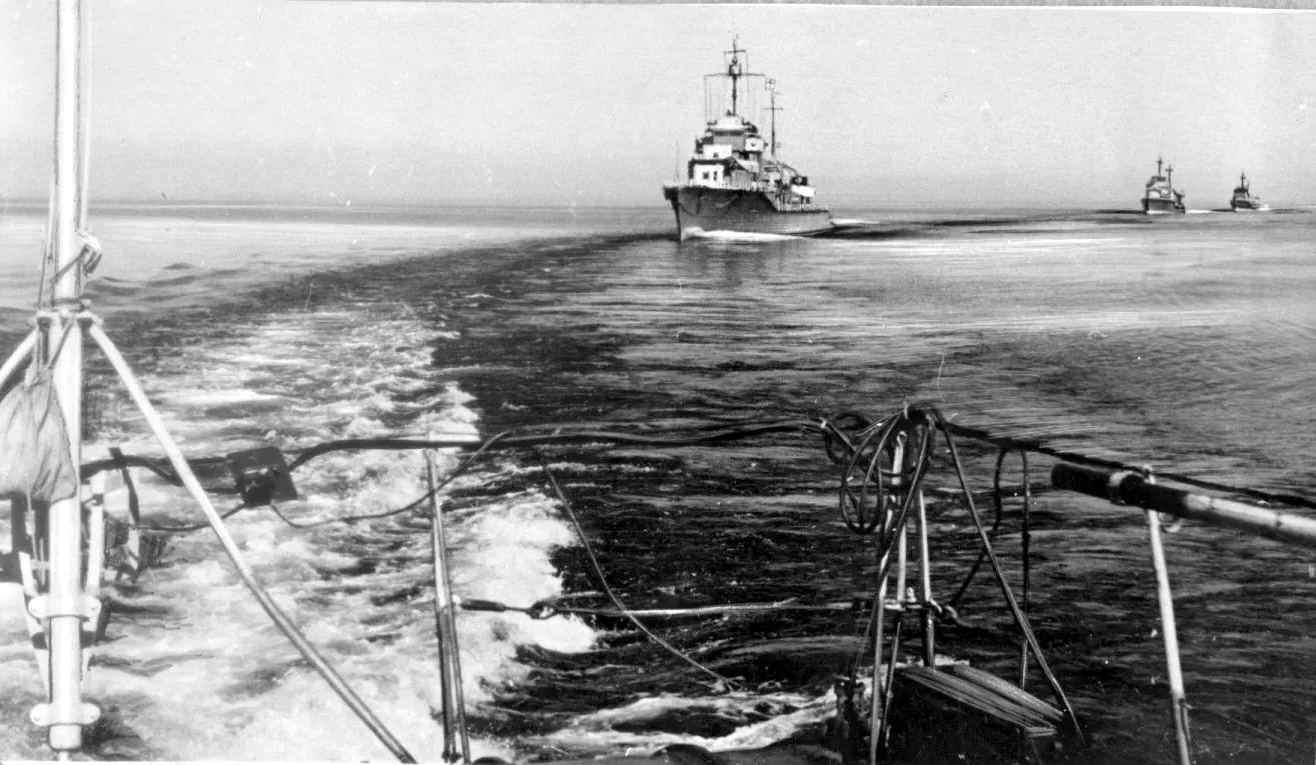
Корабли КБФ в походе. Май 1939 г.

Во время советско-финской войны (1939—1940 гг.) Балтийский флот оказывал содействие войскам в наступлении на Карельском перешейке, в декабре 1939 года были заняты острова Гогланд, Лавенсаари, Сескар, Нерва, Соммерс, Большой Тютерс и Малый Тютерс. Были обстреляны все известные финские береговые батареи. Затем флот силами подводных лодок и авиации осуществлял блокаду финского побережья (основные финские коммуникации в Ботническом заливе прервать не удалось). Единственным потерянным советским кораблем в этой войне стала подводная лодка С-2, пропавшая без вести во всем экипажем (предположительно, погибла на минах после возвращения из района крейсерства в Ботническом заливе). Авиация КБФ потеряла 18 самолётов. В личном составе флота 198 человек погибло, 102 человека пропало без вести, 392 получили ранения. Потери Финляндии на море составили 14 боевых кораблей (4 канонерские лодки, сторожевой корабль, 4 минных заградителя, 4 тральщика, сторожевой катер) и 57 вспомогательных и гражданских судов (среди них 1 ледокол, 2 военных транспорта, 4 парохода, 6 буксиров, 4 шхуны, 40 катеров и малых судов, 2 землечерпалки). Подводными лодками были потоплены также 4 судна нейтральных держав. Девять стационарных береговых батарей Северного укрепрайона Кронштадта с 30 ноября по 9 декабря 1939 года вели интенсивный огонь по целям в пределах досягаемости, помогая стрелковым частям РККА прорывать финскую оборону. Затем на сухопутный фронт были направлены 3 железнодорожные батареи КБФ, участвовавшие в боях до последнего дня войны.
Эта война вскрыла значительные недостатки на флоте (например, полную оторванность разведотдела флота от оперативного управления), большей частью не ликвидированные до начала Великой Отечественной войны.

### 1941—1945 годы
В Великую Отечественную войну (1941—1945 гг.) Балтийский флот вступил в составе двух линкоров, двух крейсеров, 19 эсминцев, 65 подводных лодок, 656 самолётов и другого вооружения. Так что балтийцы под командованием адмирала Владимира Трибуца были готовы к борьбе с немецко-фашистскими захватчиками.
Моряки Балтийского флота обороняли Моонзундские острова, Таллин и полуостров Ханко, провели Таллинский переход, принимали активное участие в обороне Ленинграда в 1941—1944 гг., в 1944—1945 гг. в разгроме немецко-фашистских войск под Ленинградом, в Прибалтике — Прибалтийская операция (1944), в Восточной Пруссии и Восточной Померании.
Балтийцы потопили 1205 боевых кораблей, транспортов и вспомогательных судов, уничтожили 2418 самолётов противника. Более 82 тысяч моряков были отмечены высокими государственными наградами, 173 балтийцам присвоено звание Героя Советского Союза, в том числе четырём — дважды.

### 1945—1991 годы
В 1946 году в структуре Краснознамённого Балтийского флота произошли изменения: он был разделён на два флота — Юго-Балтийский (затем 4-й флот) и Северо-Балтийский (затем 8-й флот), в декабре 1955 года флот был восстановлен в прежней структуре.
С начала 1950-х годов возможности флота заметно возросли: это было связано и с освоением нового ракетно-ядерного оружия, и с пополнением флота ракетными кораблями и реактивными самолётами. Корабли Балтийского флота стали выполнять задачи боевой службы в Северном и Средиземном морях, Атлантическом и Индийском океанах.
7 мая 1965 года героический Балтийский флот был награждён вторым орденом Красного Знамени за выдающиеся заслуги перед Родиной, массовый героизм и мужество, проявленные в борьбе с немецко-фашистскими захватчиками во время Великой Отечественной войны 1941—1945 годов.
С 1967 года корабли Балтфлота участвовали в деятельности группы советских военных специалистов в Египте.
На начало 1991 года Балтийский флот являлся крупнейшим флотом в регионе Балтийского моря и имел в своём составе 232 боевых корабля, включая 32 дизельные подводные лодки, 328 боевых самолётов и 70 вертолётов, 16 пусковых установок береговых ракетных частей, соединения береговой обороны и морской пехоты, соединения и части оперативного, тылового и технического обеспечения. Основными пунктами базирования флота были: Балтийск (Калининградская область), Свиноуйсьце (Польша), Даугавгрива и Лиепая (Латвия), Таллин и Палдиски (Эстония). Флот также имел несколько манёвренных пунктов базирования на территории РСФСР, ГДР, Эстонской, Литовской и Латвийской ССР. Авиация БФ имела 10 основных аэродромов, на которых базировались 240-й и 170-й морские штурмовые авиационные полки и 145-я отдельная противолодочная авиационная эскадрилья, а также 13 запасных аэродромов, предназначенных для распределения сил и манёвра. Судоремонтом кораблей Балтийского флота занимались 4 судоремонтных завода: 7-й СРЗ (Таллин), 29-й СРЗ (Лиепая), 33-й СРЗ (Балтийск) и 177-й СРЗ (Даугавгрива).
В 1984—1992 годах был придан в оперативное подчинение Главному командованию войск Западного направления.

### Современность

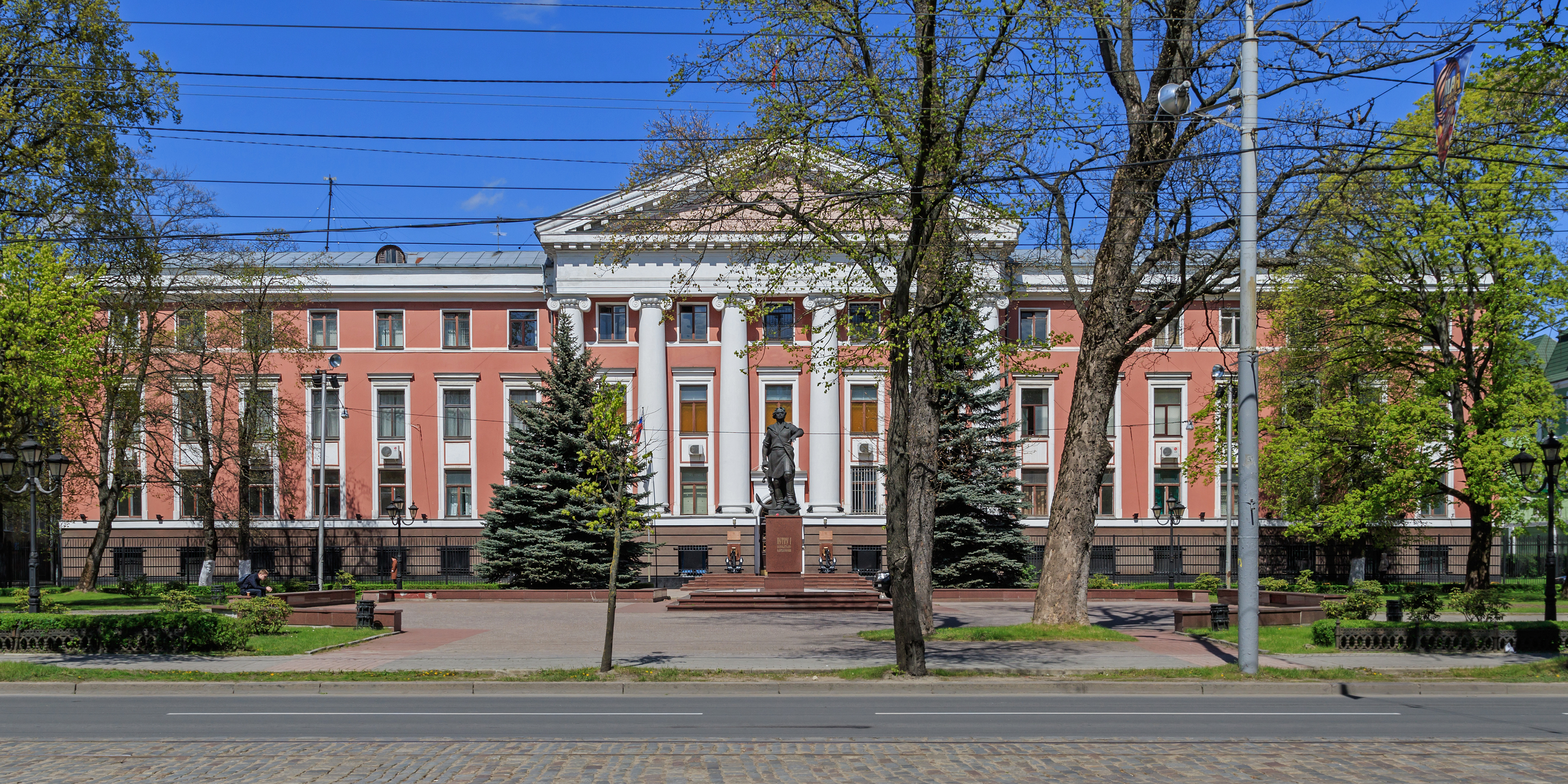
Штаб Балтийского флота ВМФ России, Калининград

Нарукавный знак

Современный Балтийский флот — разновидовое оперативно-стратегическое территориальное объединение, включающее в себя корабельные силы, морскую авиацию и средства противовоздушной обороны, береговые войска, органы оперативного и материально-технического обеспечения. Флагманом корабельного состава Балтийского флота является эскадренный миноносец проекта 956 «Настойчивый», введённый в строй в 1992 году.
В 2000—2010 годах корабли флота посетили с визитами и деловыми заходами более 100 морских портов стран Европы, Азии, Америки и Африки, успешно участвовали в международных учениях.
В 2000-х годах боевой состав флота пополнился современными кораблями, оснащёнными новейшими вооружением и техническими средствами: сторожевой корабль «Ярослав Мудрый», корветы «Стерегущий» и «Сообразительный». В 2013 году в состав флота вошёл корвет «Бойкий», в 2014 году — однотипный корвет «Стойкий».
В 2014—2015 годах значительную часть кораблей и судов флота оснастят новыми морскими средствами навигации. В частности, на корабли будут установлены новейшие гидрометеокомплексы «Характер-К», электронные картографические навигационные информационные системы «Аляска» и «Сегмент», гирокурсоуказатели «ГКУ-5», интегрированные малогабаритные системы навигации и стабилизации «Кама», корабельные приёмоиндикаторы «Квиток». Также запланировано проведение работ по модернизация лагов и магнитных компасов. Всего в течение 2014—2015 годов на кораблях и судах флота будет установлено более 30 единиц различных морских средств навигации.
По сообщению от 2 июля 2014 года, спасатели флота начали установку на борту килекторного судна КИЛ-926 «Александр Пушкин» новейшего глубоководного аппарата «Пантера Плюс», способного работать на глубине до 1000 м при сильном течении. В начале следующей недели запланированы первые пробные спуски «Пантеры» в условиях базы. После чего специалисты спасательного отряда приступят к отработке практических задач, по поиску и подъёму различных затонувших объектов в открытом море. По сообщению от 05.08.2014 комплекс «Пантера Плюс» введён в эксплуатацию.
Осенью 2015 года должна завершиться реконструкция причального фронта главной военно-морской базы флота — Балтийска, после чего он сможет принимать корабли любого ранга.
Сейчас Балтийский флот является основной учебной базой для ВМФ России и наряду с 1-м командованием ВВС и ПВО, Московским и Ленинградским военными округами вошёл в состав созданного Западного военного округа. На базе 12-й дивизии надводных кораблей планируется создание постоянного оперативного соединения в Северной Атлантике.

## Задачи флота
- Обеспечение интересов России в регионе Балтийского моря;
- Защита экономической зоны и районов производственной деятельности, пресечение незаконной производственной деятельности;
- Обеспечение безопасности судоходства;
- Совместные действия с другими соединениями ВМФ России в находящихся за пределами ответственности флота районах Мирового океана, прежде всего с силами Северного флота в Северной Атлантике;
- Выполнение внешнеполитических задач в геополитически важных районах Мирового океана.

## Система базирования

### Дислокация
- Краснознамённая Ленинградская военно-морская база.
- Штаб Калининград.
- Краснознамённая Балтийская военно-морская база.

## Списочный состав
| Эскадренные миноносцы 1 ранга проекта 956 «Сарыч»                                                     | 610                          | «Настойчивый»                      | Заложен на «Северной верфи» (Ленинград) в 1989 г. Спущен на воду в 1991 г. Вступил в строй 30.12.1992. В 2019—2022 годах прошёл плановый ремонт.                                                 | В строю                     | Флагман дважды Краснознамённого Балтийского флота. До 15.02.1992 г. «Московский Комсомолец». |
| Сторожевые корабли океанской зоны — 2                                                                 |                              |                                    | |                             | |
| Сторожевые корабли 2 ранга проекта 11540 «Ястреб»                                                     | 772                          | «Неустрашимый»                     | Заложен на ССЗ «Янтарь»(Калининград) 25.03.1987. Спущен на воду 25.05.1988. Вступил в строй 28.12.1990. Вошёл в состав ВМФ 24.01.1993.                                                           | В строю                     | Первый отечественный корабль построенный с элементами технологии «СТЕЛС». По данным на 24.01.2014 г., находился на доковом ремонте. Планировался средний ремонт всех основных систем: водоотливной, противопожарной, топливной, электрической, системы автоматики и управления. 18 апреля 2023 года вернулся после ремонта в состав флота. |
| Сторожевые корабли 2 ранга проекта 11540 «Ястреб»                                                     | 777                          | «Ярослав Мудрый»                   | Заложен на ССЗ «Янтарь» (Калининград) 27.05.1988. Спущен на воду 06.1990. Вступил в строй 19.07.2009.                                                                                            | В строю                     | В виду системного кризиса 1990-х годов строительство корабля было заморожено, а построенный корпус законсервирован. Начат достройкой в середине 2000-х годов с учётом модернизации оборудования и вооружения. При закладке- «Неприступный»                                                                                                 |
| Корветы — 4                                                                                           |                              |                                    | |                             | |
| Корветы 2 ранга проекта 20380 типа «Стерегущий»                                                       | 550                          | «Стерегущий»                       | Заложен на «Северной верфи» (Санкт-Петербург) 21.12.2001. Спущен на воду 16.05.2006. Вступил в строй 28.02.2008.                                                                                 | В ремонте и модернизации    | В ремонте и модернизации на 2 × 8 ЗРК «Редут» и 1 × 8 «Калибр». |
| Корветы 2 ранга проекта 20380 типа «Стерегущий»                                                       | 531                          | «Сообразительный»                  | Заложен на «Северной верфи» (Санкт-Петербург) 20.05.2003. Спущен на воду 31.03.2010. Вступил в строй 14.10.2011.                                                                                 | В строю                     | Первый серийный. Как и последующие корабли проекта 20380 отличается от головного установкой зональной системы ПВО и соответствующего РТВ |
| Корветы 2 ранга проекта 20380 типа «Стерегущий»                                                       | 532                          | «Бойкий»                           | Заложен на «Северной верфи» (Санкт-Петербург) 27.07.2005. Спущен на воду 15.04.2011. Вступил в строй 16.05.2013.                                                                                 | В строю                     | |
| Корветы 2 ранга проекта 20380 типа «Стерегущий»                                                       | 545                          | «Стойкий»                          | Заложен на «Северной верфи» (Санкт-Петербург) 10.11.2006. Спущен на воду 30.05.2012. Приёмный акт подписан 18.07.2014. Поднят флаг и вступил в строй 27.07.2014.                                 | В строю                     | |
| Малые ракетные корабли — 10 + 3 / Противолодочные корабли — 6                                         |                              |                                    | |                             | |
| Малые ракетные корабли 3 ранга проекта 1234.1 «Овод» по классификации НАТО «Nanuchka III»             | 555                          | «Гейзер»                           | Заложен на Приморском ССЗ (Ленинград) 21.12.1987. Спущен на воду 28.08.1989. Вступил в строй 27.12.1989.                                                                                         | В резерве                   | |
| Малые ракетные корабли 3 ранга проекта 1234.1 «Овод» по классификации НАТО «Nanuchka III»             | 570                          | «Пассат»                           | Заложен на Приморском ССЗ (Ленинград) 27.05.1988. Спущен на воду 13.06.1990. Вступил в строй 06.12.1990.                                                                                         | В строю                     | |
| Малые ракетные корабли 3 ранга проекта 1234.1 «Овод» по классификации НАТО «Nanuchka III»             | 551                          | «Ливень»                           | Заложен на Приморском ССЗ (Ленинград) 28.09.1988. Спущен на воду 08.05.1991. Вступил в строй 25.10.1991.                                                                                         | В резерве                   | |
| Малые противолодочные корабли 3 ранга проекта 1331-М по классификации НАТО «Parchim»                  | 304                          | «Уренгой»                          | Вступил в строй в 1986 г. | В строю                     | Ex. «МПК-192». Нынешнее название с 2011 г. |
| Малые противолодочные корабли 3 ранга проекта 1331-М по классификации НАТО «Parchim»                  | 308                          | «Зеленодольск»                     | Вступил в строй 1987 г. | В строю                     | Ex. «МПК-99». Нынешнее название с 2005 г. В 2009 г. проходил плановый ремонт. |
| Малые противолодочные корабли 3 ранга проекта 1331-М по классификации НАТО «Parchim»                  | 311                          | «Казанец»                          | Вступил в строй в 1987 г. | В строю                     | Ex. «МПК-205». Нынешнее название с 1998 г. |
| Малые противолодочные корабли 3 ранга проекта 1331-М по классификации НАТО «Parchim»                  | 318                          | «Алексин»                          | Вступил в строй в 1989 г. | В строю                     | Ex. «МПК-224». Нынешнее название с 2005 г. |
| Малые противолодочные корабли 3 ранга проекта 1331-М по классификации НАТО «Parchim»                  | 322                          | «Кабардино-Балкария»               | Вступил в строй в 1989 г. | В строю                     | Ex. «МПК-227». Нынешнее название с 2015 г. |
| Малые противолодочные корабли 3 ранга проекта 1331-М по классификации НАТО «Parchim»                  | 332                          | «Калмыкия»                         | Вступил в строй в 1990 г. | В строю                     | Ex. «МПК-229». Нынешнее название с 1996 г. |
| Малые ракетные корабли 3 ранга проекта 21631 «Буян-М» По классификации НАТО Buyan-M-class corvette    | 562                          | «Зелёный Дол»                      | Заложен на Зеленодольский ССЗ 29.08.2012. Спущен на воду 02.04.2015. Вступил в строй 12.12.2015.                                                                                                 | В строю                     | |
| Малые ракетные корабли 3 ранга проекта 21631 «Буян-М» По классификации НАТО Buyan-M-class corvette    | 563                          | «Серпухов»                         | Заложен на Зеленодольский ССЗ 25.01.2013 . Спущен на воду 03.04.2015. Вступил в строй 12.12.2015.                                                                                                | В строю                     | |
| Малые ракетные корабли 3 ранга проекта 21631 «Буян-М» По классификации НАТО Buyan-M-class corvette    | 575                          | «Град»                             | Заложен 24.04.2017. Спущен на воду 17.09.2021. Вступил в строй 29.12.2022. | В строю                     | |
| Малые ракетные корабли 3 ранга проекта 21631 «Буян-М» По классификации НАТО Buyan-M-class corvette    | 595                          | «Наро-Фоминск»                     | Заложен 23.02.2018. Спущен на воду 09.12.2022. Вступил в строй 25.12.2023. | В строю                     | |
| Малые ракетные корабли 3 ранга проекта 21631 «Буян-М» По классификации НАТО Buyan-M-class corvette    | 555                          | «Ставрополь»                       | Заложен12.07..2018. Спущен на воду 11.06..2024. | Заводские ходовые испытания | |
| Малые ракетные корабли 3 ранга проекта 22800 «Каракурт» По классификации НАТО Karakurt-class corvette | 567                          | «Мытищи»                           | Заложен на АО «Ленинградский судостроительный завод „Пелла“» 24.12.2015 Спущен на воду 29.07.2017 Вступил в строй 17.12.2018                                                                     | В строю                     | |
| Малые ракетные корабли 3 ранга проекта 22800 «Каракурт» По классификации НАТО Karakurt-class corvette | 577                          | «Советск»                          | Корабль заложен 24.12.2015 года под заводским номером 252 вместе с МРК «Мытищи» на ОАО «Ленинградском судостроительном заводе „Пелла“» Спущен 24.11.2017. Военно-морской флаг поднят 12.10.2019. | В строю                     | |
| Малые ракетные корабли 3 ранга проекта 22800 «Каракурт» По классификации НАТО Karakurt-class corvette |                              | «Козельск»                         | Заложен 10.05.2016. Спущен 09.10.2019. | Заводские ходовые испытания | |
| Малые ракетные корабли 3 ранга проекта 22800 «Каракурт» По классификации НАТО Karakurt-class corvette | 584                          | «Одинцово»                         | Заложен 29.07.2016. Спущен 05.05.2018. Вступил в строй 21.11.2020. | В строю                     | |
| Малые ракетные корабли 3 ранга проекта 22800 «Каракурт» По классификации НАТО Karakurt-class corvette | 578                          | «Буря»                             | Заложен 24.12..2016. Спущен 23.10.2018. | Готовится к передаче флоту  | |
| Боевые катера — 19                                                                                    |                              |                                    | |                             | |
| Ракетные катера 4 ранга проекта 12411М «Молния»                                                       |                              |                                    | |                             | |
| 855                                                                                                   | Р-187 «Заречный»             | В составе флота с 1989 года.       | В строю | Нынешнее название с 2011 г. | |
| 825                                                                                                   | Р-291 «Димитровград»         | В составе флота с 1991 года.       | В строю | Нынешнее название с 2005 г. | |
| 824                                                                                                   | Р-293 «Моршанск»             | В составе флота с 1992 года.       | В строю | Нынешнее название с 2005 г. | |
| 820                                                                                                   | Р-2 «Чувашия»                | В составе флота с 1999 года.       | В строю |                             | |
| Катера специального назначения проекта 21980 «Грачонок»                                               | 689                          | П-104 «Нахимовец»                  | В составе флота с 23.11.2009. | В строю                     | П-104 «Нахимовец» ФОТО 1 ФОТО 2. Нынешнее название с 2014 г. |
| Катера специального назначения проекта 21980 «Грачонок»                                               | 651                          | П-468                              | В составе флота с 23.06.2022 года. | В строю                     | |
| Катера специального назначения проекта 21980 «Грачонок»                                               | 652                          | П-471 «Владимир Носов»             | В составе флота с 23.06.2022 года. | В строю                     | |
| Катера специального назначения проекта 21980 «Грачонок»                                               | 695                          | П-474                              | В составе флота с 01.11.2022 года. | В строю                     | |
| Скоростные патрульные катера проекта 12150 «Мангуст»                                                  |                              |                                    | В составе флота с 2013 года. | В строю                     | |
| Скоростные патрульные катера проекта 12150 «Мангуст»                                                  |                              |                                    | В составе флота с 2013 года. | В строю                     | |
| Патрульные катера проекта 03160 «Раптор»                                                              |                              |                                    | |                             | |
| 002                                                                                                   | П-281                        | В составе флота с 25.03.2015 года. | В строю |                             | |
| 001                                                                                                   | П-344                        | В составе флота с 10.08.2015 года  | В строю |                             | |
| 682                                                                                                   | П-342 «Юнармеец Балтики»     | В составе флота с 19.08.2015       | В строю |                             | |
| 001                                                                                                   | П-415 «Георгий Потехин»      | В составе флота с 05.2017 года     | В строю |                             | |
| 659                                                                                                   | П-426 «Евгений Колесников»   | В составе флота с 07.10.2017       | В строю |                             | |
| 658                                                                                                   | П-437 «Григорий Давиденко»   | В составе флота с 01.09.2018       | В строю |                             | |
| 656                                                                                                   | П-461                        | В составе флота с 15.07.2020       | В строю |                             | |
| 657                                                                                                   | П-462                        | В составе флота с 15.07.2020       | В строю |                             | |
| 001                                                                                                   | П-456 «Юнармеец Москвы»      | В составе флота с 14.11.2020       | В строю |                             | |
| Большие десантные корабли — 4                                                                         |                              |                                    | |                             | |
| Большие десантные корабли 2 ранга проекта 775                                                         | 127                          | БДК-43 «Минск»                     | 1983 | В ремонте                   | Нынешнее название с 16.09.2000 г. С февраля 2022 года придан ЧФ. |
| Большие десантные корабли 2 ранга проекта 775                                                         | 102                          | БДК-58 «Калининград»               | 1984 | В строю                     | Нынешнее название с 30.04.1999 г. До 25.11.2014 вместо СУО «Барс» получит СУО МР-123-02 «Багира». С февраля 2022 года придан ЧФ. |
| Большие десантные корабли 2 ранга проекта 775                                                         | 110                          | БДК-100 «Александр Шабалин»        | 1985 | В строю                     | Нынешнее название с 12.11.1986 г. |
| Большие десантные корабли 2 ранга проекта 775                                                         | 130                          | БДК-61 «Королёв»                   | 1991 | В строю                     | Нынешнее название с 30.08.2000 г. С февраля 2022 года придан ЧФ. |
| Малые десантные корабли — 2                                                                           |                              |                                    | |                             | |
| Десантные корабли на воздушной подушке 3 ранга проекта 12322 «Зубр»                                   | 770                          | МДК-50 «Евгений Кочешков»          | 1990 | В строю                     | Нынешнее название с 17.08.2001 г. В 2013—2014 годах. прошёл ремонт. |
| Десантные корабли на воздушной подушке 3 ранга проекта 12322 «Зубр»                                   | 782                          | МДК-94 «Мордовия»                  | 1991 | В строю                     | Нынешнее название с 12.03.2001 г. |
| Десантные катера — 9 / Базовые тральщики — 2                                                          |                              |                                    | |                             | |
| Десантные катера проекта 1176 «Акула»                                                                 |                              |                                    | |                             | |
| 746                                                                                                   | Д-465                        | 1986                               | В строю |                             | |
| 799                                                                                                   | Д-325                        | 1991                               | В строю |                             | |
| | Д-365                        | 1994                               | В строю |                             | |
| Десантные катера проекта 11770 «Серна»                                                                |                              |                                    | |                             | |
| 747                                                                                                   | Д-67                         | 1994                               | В строю |                             | |
| 746                                                                                                   | Д-1441                       | 2009                               | В строю |                             | |
| 799                                                                                                   | Д-1442                       | 2009                               | В строю |                             | |
| Десантные катера проекта 21820 «Дюгонь»                                                               |                              |                                    | |                             | |
| 758                                                                                                   | «Денис Давыдов»              | 2014                               | В строю |                             | |
| 754                                                                                                   | «Лейтенант Римский-Корсаков» | 2014                               | В строю |                             | |
| 757                                                                                                   | «Мичман Лермонтов»           | 2014                               | В строю |                             | |
| Базовые тральщики проекта 12700 «Александрит»                                                         | 507                          | «Александр Обухов»                 | 09.12.2016 | В строю                     | |
| | 660                          | «Лев Чернавин»                     | 25.12.2023 | В строю                     | |
| Подводные лодки — 1 + 1                                                                               |                              |                                    | |                             | |
| Подводные лодки 2 ранга проекта 877 «Палтус»                                                          | Б-806                        | «Дмитров»                          | 1986 | В строю                     | Нынешнее название с 2010 года |
| Большая многоцелевая подводная лодка 2 ранга проекта 677 «Лада»                                       | Б-587                        | «Великие Луки»                     | 2025 | Государственные испытания   | |

## Структура флота
- 3 отдельный дивизион подводных лодок (Кронштадт).

| Бортовой номер | Название  | Класс                     | Проект      | Примечание |
| -------------- | --------- | ------------------------- | ----------- | ---------- |
| Б-806          | «Дмитров» | Дизельная подводная лодка | проекта 877 | В строю    |

- 71-я бригада десантных кораблей (Балтийск).

| Бортовой номер | Название                    | Класс                     | Проект       | Примечание |
| -------------- | --------------------------- | ------------------------- | ------------ | ---------- |
| 127            | БДК-43 «Минск»              | Большой десантный корабль | проект 775   | В строю    |
| 102            | БДК-58 «Калининград»        | Большой десантный корабль | проект 775   | В строю    |
| 130            | БДК-61 «Королёв»            | Большой десантный корабль | проект 775М  | В строю    |
| 110            | БДК-100 «Александр Шабалин» | Большой десантный корабль | проект 775   | В строю    |
| 770            | МДК-50 «Евгений Кочешков»   | Малый десантный корабль   | проект 12322 | В строю    |
| 782            | МДК-94 «Мордовия»           | Малый десантный корабль   | проект 12322 | В строю    |
| 747            | Д-67                        | Десантный катер           | проект 11770 | В строю    |
| 746            | Д-465                       | Десантный катер           | проект 1176  | В строю    |
| 799            | Д-325                       | Десантный катер           | проект 1176  | В строю    |

128-я бригада надводных кораблей (г. Балтийск, Калининградской области)
36-я бригада ракетных катеров
- 1-й гвардейский дивизион ракетных катеров;
- 106-й дивизион малых ракетных кораблей.

64-я бригада кораблей охраны водного района (г. Балтийск, Калининградской области)
- 146-я тактическая группа противолодочных кораблей;
- 323-й дивизион тральщиков.

105-я бригада кораблей охраны водного района (Кронштадт)
- 147-я тактическая группа противолодочных кораблей;
- 22-й дивизион тральщиков.

## Береговые войска
- 336-я отдельная гвардейская Белостокская орденов Суворова и Александра Невского бригада морской пехоты (г. Балтийск Калининградской области).
- 25-я отдельная береговая ракетная бригада (п. Донское Калининградской области).
- 46-й понтонно-мостовой полк (73-й инженерный батальон морской пехоты) (п. Городково. Калининградской области).
- 69-й отдельный гвардейский морской инженерный Могилёвский Краснознамённый, ордена Кутузова полк (г. Гвардейск Калининградской области).
- 302-й полк РЭБ (г. Гвардейск Калининградской области).
- 319-й отдельный дорожно-комендантский батальон (г. Черняховск, Калининградской области).
- 1488-й отдельный автомобильный батальон (Калининград).
- 841-й отдельный центр радиоэлектронной борьбы (п. Янтарный Калининградской области).
- 742-й гвардейский Оршанский ордена Александра Невского центр связи Балтийского Флота (г. Калининград).
- 561-й морской разведывательный пункт (п. Парусное, Калининградской области).
- 313-й отдельный отряд по борьбе с ПДСС (Балтийск).
- 473-й отдельный отряд по борьбе с ПДСС (Кронштадт).
- 17-й флотский экипаж (г. Ломоносов Ленинградской области).
- 44-я дивизия ПВО (г. Гвардейск).

## Морская авиация
- 34-я смешанная авиационная дивизия[62]:
  - 4-й гвардейский смешанный авиационный Новгородско-Клайпедский Краснознамённый полк имени маршала авиации И. И. Борзова, в/ч 30866 (г. Черняховск);
  - н-й смешанный вертолётный полк[63], в/ч 77100 (пгт Донское).

## Командующие флотом
Командующие с 1909 по 1935 год
В декабре 1909 года введена должность начальника Действующего флота Балтийского моря.
- 03.12.1909 — 30.05.1911 — контр-адмирал, с 1910 вице-адмирал Эссен Николай Оттович.

В мае 1911 года введена должность командующего Морскими силами Балтийского моря.
- 30.05.1911 — 17.07.1914 — вице-адмирал, с 1913 адмирал Эссен Николай Оттович.

В июле 1914 года введена должность Командующего Балтийским флотом.
- 17.07.1914 — 07.05.1915 — адмирал Эссен Николай Оттович;
- 14.05.1915 — 06.09.1916 — адмирал Канин Василий Александрович;
- 16.09.1916 — 04.03.1917 — вице-адмирал Непенин Адриан Иванович;
- 04.03.1917 — 01.06.1917 — вице-адмирал Максимов Андрей Семёнович;
- 01.06.1917 — 05.07.1917 — контр-адмирал Вердеревский Дмитрий Николаевич;
- 07.07.1917 — 07.12. 1917 — контр-адмирал Развозов Александр Владимирович.

С 8 декабря 1917 должность командующего БФ упразднена, функции переданы военно-оперативной части военного отдела ЦК Балтийского флота
(Центробалт).
- 07.12.1917 — 10.03.1918 — Ружек Александр Антонович (контр-адмирал до 16.12.1917);
- 12.03.1918 — 20.03.1918 — Развозов Александр Владимирович (контр-адмирал до 16.12.1917).

С 20 марта 1918 Начальник Морских сил Балтийского моря.
- 20.03.1918 — 27.05.1918 — Щастный Алексей Михайлович (капитан 1-го ранга до 16.12.1917);
- 27.05.1918 — 18.01.1919 — Зарубаев Сергей Валериянович (контр-адмирал до 16.12.1917);
- 18.01.1919 — 08.07.1920 — Зеленой Александр Павлович (контр-адмирал до 16.12.1917);
- 08.07.1920 — 27.01.1921 — Раскольников Фёдор Фёдорович (гардемарин до 16.12.1917);
- 28.01.1921 — 05.03.1921 — вр.и. о. Кукель Владимир Андреевич (старший лейтенант до 16.12.1917);
- 05.03. 1921 — 04.05.1921 — Кожанов Иван Кузьмич (гардемарин до 16.12.1917);
- 04.05. 1921 — май 1924 — Викторов Михаил Владимирович (лейтенант до 16.12.1917);
- май 1924 — апрель 1926 — Векман Александр Карлович (капитан 2 ранга до 16.12.1917);
- апрель 1926 — март 1932 — Викторов Михаил Владимирович (лейтенант до 16.12.1917);
- март 1932 — 11.01.1935 — Галлер Лев Михайлович (капитан 1 ранга до 16.12.1917).

Командующие с 1935 по 1991 год
- январь 1935 — январь 1937 — флагман флота 2 ранга Галлер, Лев Михайлович;
- январь — август 1937 — флагман 1 ранга Сивков, Александр Кузьмич[64];
- июль — август 1937, врид — флагман 2 ранга Галкин, Георгий Павлович[65];
- август 1937 — январь 1938 — флагман 1 ранга Исаков, Иван Степанович;
- январь 1938 — апрель 1939 — флагман 2 ранга Левченко, Гордей Иванович;
- апрель 1939 — февраль 1946 — вице-адмирал, с 1943 адмирал Трибуц, Владимир Филиппович.

В 1946 году Краснознамённый Балтийский флот был разделён на 4-й и 8-й военно-морские флоты.
| 4-й ВМФ                                                                                  | 8-й ВМФ                                                                 |
| ---------------------------------------------------------------------------------------- | ----------------------------------------------------------------------- |
| * февраль 1946 — март 1947 — адмирал Левченко, Гордей Иванович                           | * февраль 1946 — май 1947 — адмирал Трибуц, Владимир Филиппович         |
| * март 1947 — август 1952 — вице-адмирал, с 1951 адмирал Андреев, Владимир Александрович | * май 1947 — февраль 1950 — вице-адмирал Зозуля, Фёдор Владимирович     |
| * август 1952 — декабрь 1955 — адмирал Головко, Арсений Григорьевич                      | * февраль 1950 — декабрь 1954 — адмирал Харламов, Николай Михайлович    |
|                                                                                          | * декабрь 1954 — декабрь 1955 — адмирал Касатонов, Владимир Афанасьевич |

В 1955 году 4-й и 8-й военно-морские флоты были вновь объединены в Краснознамённый Балтийский флот.
- январь — ноябрь 1956 — адмирал Головко, Арсений Григорьевич;
- ноябрь 1956 — май 1959 — адмирал Харламов, Николай Михайлович;
- май 1959 — январь 1967 — вице-адмирал, с 1964 адмирал Орёл, Александр Евстафьевич;
- январь 1967 — сентябрь 1975 — вице-адмирал, с 1969 адмирал Михайлин, Владимир Васильевич;
- сентябрь 1975 — июнь 1978 — вице-адмирал Косов, Анатолий Михайлович;
- июнь 1978 — февраль 1981 — вице-адмирал, с 1979 адмирал Сидоров, Владимир Васильевич;
- февраль 1981 — февраль 1985 — вице-адмирал, с 1982 адмирал Капитанец, Иван Матвеевич;
- февраль — декабрь 1985 — адмирал Макаров, Константин Валентинович;
- декабрь 1985 — август 1991 — вице-адмирал, с 1987 адмирал Иванов, Виталий Павлович.

С 1991 года по настоящее время
- сентябрь 1991 — ноябрь 2000 — адмирал Егоров, Владимир Григорьевич;
- ноябрь 2000 — май 2006 — адмирал Валуев, Владимир Прокофьевич;
- май 2006 — декабрь 2007 — вице-адмирал Сиденко, Константин Семёнович;
- декабрь 2007 — сентябрь 2009 — вице-адмирал Мардусин, Виктор Николаевич;
- сентябрь 2009 — май 2012 — вице-адмирал Чирков, Виктор Викторович[66];
- сентябрь 2012 — июнь 2016 — вице-адмирал Кравчук, Виктор Петрович[67];
- июнь 2016 — октябрь 2021 — вице-адмирал, с 2018 адмирал Носатов, Александр Михайлович[68][69];
- октябрь 2021 — апрель 2023 года — вице-адмирал, с 2022 адмирал Лиина, Виктор Николаевич[70];
- апрель 2023 — июль 2024 года — вице-адмирал Воробьёв, Владимир Михайлович[71];
- с июля 2024 года — вице-адмирал Липилин, Сергей Владимирович.

## Начальники штаба флота
Наименование должности неоднократно изменялось в связи с переименованиями флота.
- 1909—1911 — капитан 1-го ранга, с 1910 контр-адмирал Стеценко, Константин Васильевич;
- 1911 — май 1913 — капитан 1-го ранга, с 1911 контр-адмирал Крафт, Евгений Карлович;
- май 1913 — июнь 1915 — контр-адмирал, с 1914 вице-адмирал Кербер, Людвиг Бернгардович;
- июнь 1915 — март 1917 — контр-адмирал Григоров, Николай Митрофанович;
- март — декабрь 1917 — капитан 1-го ранга, с 1917 контр-адмирал Черкасский, Михаил Борисович;
- декабрь 1917 — март 1918 — Щастный, Алексей Михайлович;
- март — июнь 1918 — Петров, Михаил Александрович;
- июнь 1918 — январь 1919 — Вейс, Александр Константинович;
- январь 1919 — апрель 1920 — Домбровский, Алексей Владимирович;
- май — июль 1920 — Модзалевский, Всеволод Львович;
- июль 1920 — март 1921 — Кукель Владимир Андреевич;
- март 1921 — август 1927 — Галлер Лев Михайлович;
- ноябрь 1925 — апрель 1926 — Сокольников Б. А. (врид);
- август 1927 — июнь 1930 — Тошаков, Аркадий Александрович;
- июнь — ноябрь 1930 — Галлер Лев Михайлович (врид);
- ноябрь 1930 — июнь 1931 — Кожанов, Иван Кузьмич;
- июнь 1931 — октябрь 1933 — Стасевич, Павел Григорьевич;
- октябрь 1933 — август 1935 — Исаков, Иван Степанович;
- август 1935 — январь 1937 — флагман 2-го ранга (с 1935) Сивков, Александр Кузьмич;
- январь 1937 — январь 1938 — флагман 2-го ранга Левченко, Гордей Иванович;
- январь 1938 — апрель 1939 — флагман 2-го ранга Трибуц, Владимир Филиппович;
- май — октябрь 1939 — капитан 1-го ранга Шергин, Александр Петрович;
- октябрь 1939 — сентябрь 1941 — капитан 1-го ранга, с 1940 контр-адмирал Пантелеев, Юрий Александрович;
- сентябрь 1941 — февраль 1943 — контр-адмирал Ралль, Юрий Фёдорович;
- февраль — март 1943 — капитан 1-го ранга Петров, Анатолий Николаевич;
- март — октябрь 1943 — контр-адмирал Арапов, Михаил Иванович;
- декабрь 1943 — апрель 1945 — капитан 1-го ранга, с 1944 контр-адмирал Петров, Анатолий Николаевич;
- апрель 1945 — январь 1946 — контр-адмирал Александров, Александр Петрович;
- февраль — март 1946 — вице-адмирал Виноградов, Николай Игнатьевич.

В 1946 году Краснознамённый Балтийский флот был разделён на 4-й и 8-й военно-морские флоты.
| 4-й ВМФ                                                                            | 8-й ВМФ                                                                                   |
| ---------------------------------------------------------------------------------- | ----------------------------------------------------------------------------------------- |
| * июнь 1946 — март 1947 — вице-адмирал Андреев, Владимир Александрович             | * февраль 1946 — февраль 1947 — адмирал Зозуля, Фёдор Владимирович                        |
| * апрель 1947 — май 1948 — контр-адмирал Фокин, Виталий Алексеевич                 | * апрель 1947 — сентябрь 1951 — контр-адмирал Петров, Анатолий Николаевич                 |
| * май 1948 — май 1953 — контр-адмирал, с 1951 вице-адмирал Михайлов, Пётр Павлович | * сентябрь 1951 — май 1952 — вице-адмирал Чабаненко, Андрей Трофимович                    |
| * май 1953 — январь 1956 — вице-адмирал Чероков, Виктор Сергеевич                  | * май 1952 — февраль 1956 — контр-адмирал, с 1955 вице-адмирал Волков, Алексей Васильевич |

В 1956 году 4-й и 8-й военно-морские флоты были вновь объединены в Краснознамённый Балтийский флот.
- Январь 1956 — апрель 1957 — контр-адмирал Яковлев, Василий Данилович;
- сентябрь 1957 — июль 1962 — контр-адмирал, с 1958 вице-адмирал Алексеев, Владимир Николаевич;
- июль 1962 — сентябрь 1965 — контр-адмирал Бондаренко, Григорий Алексеевич;
- сентябрь 1965 — февраль 1971 — контр-адмирал, с 1967 вице-адмирал Савельев, Фёдор Иванович;
- февраль 1971 — сентябрь 1975 — контр-адмирал, с 1974 вице-адмирал Косов, Анатолий Михайлович;
- сентябрь 1975 — июнь 1981 — контр-адмирал, с 1978 вице-адмирал Калинин, Алексей Михайлович;
- июнь 1981 — февраль 1985 — контр-адмирал, с 1982 вице-адмирал Макаров, Константин Валентинович;
- март 1985 — май 1989 — контр-адмирал, с 1985 вице-адмирал Колмагоров, Вадим Александрович;
- июнь 1989 — июль 1991 — контр-адмирал Воинов, Дмитрий Павлович.

С 1991 года по настоящее время
- июль 1991 — июль 1993 — контр-адмирал, с 1993 вице-адмирал Гришанов, Владимир Васильевич;
- июль 1993 — апрель 1996 — вице-адмирал Куроедов, Владимир Иванович;
- апрель 1996 — август 1997 — вице-адмирал Комоедов, Владимир Петрович;
- август 1997 — июнь 2003 — вице-адмирал Бражник, Александр Иванович;
- июль 2003 — май 2004 — вице-адмирал Абрамов, Михаил Леопольдович;
- август 2004 — сентябрь 2005 — вице-адмирал Высоцкий, Владимир Сергеевич;
- октябрь 2005 — сентябрь 2007 — вице-адмирал Клецков, Александр Дмитриевич;
- сентябрь 2007 — сентябрь 2009 — вице-адмирал Чирков, Виктор Викторович;
- декабрь 2009 — февраль 2014 — вице-адмирал Фарков, Сергей Алексеевич;
- февраль 2014 — июнь 2016 — контр-адмирал, с 2015 вице-адмирал Попов, Сергей Борисович;
- октябрь 2016 — март 2019 — вице-адмирал Мухаметшин, Игорь Тимербулатович;
- июль 2019 — март 2021 — контр-адмирал Воробьёв, Владимир Михайлович;
- март 2021 — июль 2024 — вице-адмирал Липилин, Сергей Владимирович,
- с июля 2024 — вице-адмирал Казаков, Валерий Владимирович.

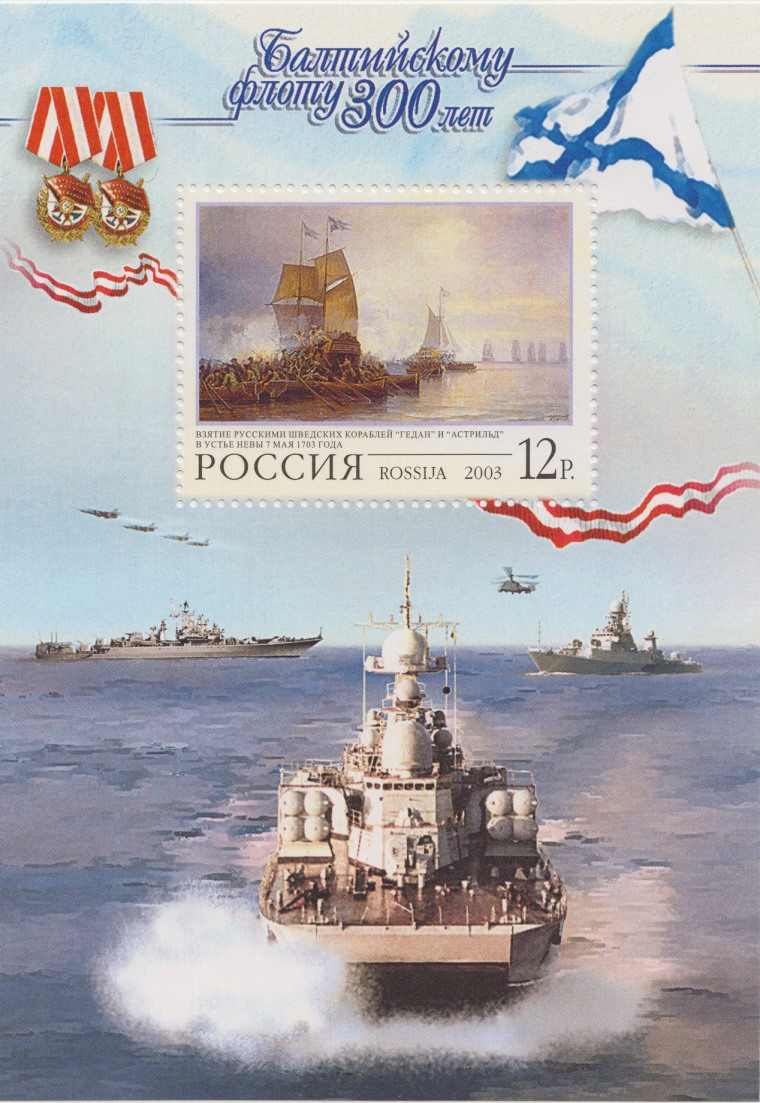
Почтовый блок «300 лет Балтийскому флоту». 2003 год

## Культура
Центральный печатный орган — газета «Страж Балтики». Калининград, ул. Тюленина, д. 15.
Музей Балтийского флота. Открыт 23 февраля 1959 года. Является филиалом Центрального военно-морского музея. Калининградская область, Балтийск, ул. Кронштадтская, д. 1.
Драматический театр Балтийского флота. Основан в 1930 году. Кронштадт, ул. Советская д. 43.
Ансамбль песни и пляски Балтийского флота. Основан в 1939 году. Калининградская область, Калининград, ул. Кирова, д. 7.
Дом Офицеров Балтийского Флота. Калининградская область, город Калининград, ул. Кирова, д. 7.
В честь Балтийского флота назван поезд «Балтиец» Петербургского метрополитена.